# Млинаже (Маковський повіт)
Млинаже (пол. Młynarze) — село в Польщі, у гміні Млинаже Маковського повіту Мазовецького воєводства.
Населення — 254 особи (2011).
У 1975-1998 роках село належало до Остроленцького воєводства.

## Демографія
Демографічна структура станом на 31 березня 2011 року:
|          | Загалом | Допрацездатний вік | Працездатний вік | Постпрацездатний вік |
| -------- | ------- | ------------------ | ---------------- | -------------------- |
| Чоловіки | 129     | 31                 | 92               | 6                    |
| Жінки    | 125     | 25                 | 73               | 27                   |
| Разом    | 254     | 56                 | 165              | 33                   |